# Otoblastus
Otoblastus  (лат.) — род наездников из семейства Ichneumonidae (подсемейство Tryphoninae). Распространены широко. Описано 8 видов, большинство в Палеарктике, Северной Америке. В России известно 3 вида.

## Описание
Мелкие наездники, длина тела в среднем 4-6 мм. Личинки — паразиты пилильщиков.

## Список видов
В составе рода:
- Otoblastus luteator Kasparyan, 1982
- Otoblastus luteomarginatus Gravenhorst, 1829
- Otoblastus maculator Kasparyan, 1999